# Esra Ural
Esra Ural, coniugata Topuz (Mersina, 18 agosto 1991), è una cestista turca.

## Carriera
Con la Turchia ha partecipato ai Giochi olimpici di Rio de Janeiro 2016, ai Campionati mondiali del 2018 e a quattro edizioni dei Campionati europei (2017, 2019, 2021, 2023).